# Brethel
Brethel é uma comuna francesa na região administrativa da Normandia, no departamento Orne. Estende-se por uma área de 2,97 km². Em 2010 a comuna tinha 166 habitantes (densidade: 55,9 hab./km²).